# Stopa narzutu
Stopa narzutu (ang. mark-up) – jest to wielkość stosowana do określenia, w jakim stopniu cena danego produktu przewyższa koszty jego produkcji oraz rozpowszechnienia. Może być przedstawiona jako stała wielkość lub procentowo.
1. Jako stała wielkość – na przykład jeśli cena detaliczna to 190 zł, a koszt wytworzenia produktu to 160 zł, to stopa narzutu wynosi 190 - 160 = 30 zł.
2. Jako wielkość procentowa – stopa narzutu = (suma/koszt) - 1, czyli mamy (190/160) - 1 = 0,1875 *100% = 18,75%. 
Jeżeli od tej wielkości chcemy przejść do marży, to znając równanie suma - koszt = suma * marża dostajemy po przekształceniu: 
marża = 1 - (1/(stopa narzutu+1)), a więc w naszym przykładzie otrzymujemy marżę w wysokości 1 - (1/(0,1875+1)) = 0,1578948 = 15,78948%.